# Simmaco Tartaglione
Simmaco Tartaglione (Marcianise, 11 febbraio 1994) è un pallavolista italiano, schiacciatore del Marcianise.

## Carriera

### Club
La carriera di Simmaco Tartaglione inizia nel 2010 quando entra a far parte delle giovanili della Lube: nella stagione 2012-13 gioca principalmente per l'Appignano, in Serie B1, ma viene talvolta richiamato nella Lube con cui disputa alcune partite di Champions League.
Nella stagione 2013-14 viene ingaggiato dal Corigliano Volley, in Serie A2, categoria dove milita nell'annata successiva vestendo però la maglia del Potentino, con cui conquista la promozione in Serie A1; resta tuttavia nella serie cadetta per la stagione 2015-16 giocando per la Materdomini di Castellana Grotte. Sempre in Serie A2 è, nell'annata 2016-17, all'Atlantide Brescia, in quella 2017-18, alla Impavida Ortona e, in quella 2018-19, al Macerata.
Nella stagione 2019-20 si accasa al Marcianise, in Serie B.

### Nazionale
Nel 2011 viene convocato nella nazionale under 19, mentre nel 2012 è in quella under 20, con cui vince la medaglia d'oro al campionato europeo.

## Palmarès

### Nazionale (competizioni minori)
- Campionato europeo under 20 2012